# Casalpalocco
Casalpalocco er et villakvarter i Italien, ca. 25 km fra Rom og ca. 5 km. fra havet med badestrand (ved Lido di Ostia). 
Casalpalocco hører under Rom kommune. 
Kvarteret blev bygget fra efter 2. verdenskrig til i starten af 70'erne og de fleste bygninger er på en eller to etager. Den italienske arkitekt Adalberto Libera har haft stor indflydelse på byplanlægningen i området, hvilket kan bl.a. kan ses både på på de mange grønne områder. Den lokale kirke hedder "San Timoteo" og er placeret meget tæt på det udendørs shoppingcenter "Le Terrrazze". I Casalpalocco er der flere børneinstitutioner og folkeskoler.